# 金光様
金光様（こんこうさま）は、金光教の結界取次者（教主）を意味する用語。

## 概要
金光教において信仰の中心となる結界取次者（教主）の尊称で、単に「こんこうさま」と唱えた場合、教祖である金光大神が見えないながらも目の前に登場し、願う人間に対して取次をするという教えがあり、救済を求める金光教信者の念仏的な呼びかけの言葉として使われている。別の教えもあり、そのため「天地金乃神（てんちかねのかみ）」様とだけ唱える信者はほとんど見られない。
また、現在の本部広前の結界に座っている取次者に呼びかける場合も、誰が座っていても「こんこうさま」と呼ぶ。教主以外の取次者（代勤者）も、すべて教祖の子孫の金光姓の人間から選ばれているため不思議ではないが、過去には二代目白神新一郎など子孫ではない別姓の人間が座っていたときも、「こんこうさま」と呼ばれた。
「こんこうさま」と唱えると、前記のように教祖が出現するという信仰から、取次者自身の信心の実践として教祖に現れてもらい、修行中である自分自身の能力不足を教祖に補ってもらうため結界に座っている取次者が誰であっても金光様と呼ぶよう指導する金光教の教会も多数見られる。

## 歴代金光様
- 金光大神（こんこうだいじん、1814年9月29日 - 1883年10月10日）
  - 金光様。戸籍名は金光大陣、旧名は赤沢文治、川手文治郎、香取源七（幼名：かんどりげんしち）など。
  - 本部広前での取次期間は1859年10月21日 - 1883年。
  - 教祖様と呼ばれる場合はこの人物を指す。
- 金光四神（こんこうしじん、1854年12月25日 - 1893年12月20日）
  - 二代金光様。戸籍名は金光宅吉（こんこういえよし）、幼名は宇之丞。
  - 本部広前での取次期間は1883年11月28日 - 1893年。
  - 四神様（しじんさま）と呼ばれることが多い。
- 金光攝胤（こんこうせつたね、1880年8月5日 - 1963年4月13日）
  - 三代金光様。
  - 本部広前での取次期間は1893年12月29日 - 1963年。
- 金光鑑太郎（こんこうかがみたろう、1909年4月26日 - 1991年1月10日）
  - 四代金光様。
  - 本部広前での取次期間は1963年7月9日 - 1991年。
- 金光平輝（こんこうへいき、1934年10月31日[4] - 2024年7月21日[5]）
  - 五代金光様。
  - 本部広前での取次期間は1991年3月27日 - 2021年3月26日。
- 金光浩道（こんこうひろみち、1966年6月28日[6] - ）
  - 六代金光様。元BLUE ANGELのギタリスト[7]
  - 本部広前での取次期間は2021年3月27日[8] - 現職。